# Adelaide del Balzo Pignatelli
Adelaide del Balzo Pignatelli (Napoli, 1843 – Napoli, 1932) è stata un'educatrice, scrittrice e filantropa italiana.

## Biografia
Era figlia di Francesco del Balzo e di Paolina Capece Minutolo, sposò Francesco Pignatelli di Strongoli e divenne dama di corte di Margherita di Savoia, che la delegò Ispettrice del Ritiro di Suor Orsola Benincasa di Napoli che era sopravvissuto come Ente laico educativo alla legge eversiva delle proprietà ecclesiastiche. La del Balzo Pignatelli lo trasformò in un ente nell'educazione femminile istituendo anche la facoltà di magistero che diventerà l'Università degli Studi "Suor Orsola Benincasa" e che, per l'epoca, fu anticipatrice dell'emancipazione culturale delle donne.
Durante il colera nel 1884 creò  un asilo dell'infanzia, che accolse 600 orfani; nel 1895 creò la Croce Azzurra, tra le prime scuole per infermiere professionali in Italia.
In riconoscimento dei suoi meriti culturali fu ammessa come membro dell'accademia Pontaniana, onore riservato all'epoca a solo tre donne.
Nel 1910, all'interno degli "Atti dell'Accademia Pontaniana" (vol. XL) pubblicò un saggio su Teresa Filangieri, altra nobile filantropa napoletana, alla quale Adelaide è non poco affine.